# Praktični vodič kroz Beograd sa pjevanjem i plakanjem (2011.)
Praktični vodič kroz Beograd sa pjevanjem i plakanjem (srp. Практични водич кроз Београд са певањем и плакањем) je srpski film iz 2011. godine. 
Režirao ga je Bojan Vuletić, po scenariju koji je napisao zajedno sa Stefanom Arsenijevićem. Film je svoju premijeru imao 8. prosinca 2011. godine u Beogradu.